# 関東三大イルミネーション
関東三大イルミネーション（かんとうさんだいいるみねーしょん）とは一般社団法人夜景観光コンベンション・ビューローが「夜景サミット2012 in 長崎」において認定した関東地方の冬期の3つのイルミネーションを指す。

## 選定方法
施設内のLED照明が効果的に活用されていること、照明演出にエンターテインメント性とオリジナリティがあること、レストラン、売店、土産物などが充実していることといった7つの条件を満たしていると認定されたイルミネーションに認定書が授与されている。

## 一覧
以下の3つを指す。
- あしかがフラワーパーク「光の花の庭」（栃木県足利市）
- さがみ湖イルミリオン（神奈川県相模原市緑区）[5][6]
- 江の島「湘南の宝石」（神奈川県藤沢市）